# Glossario di combinatoria
Questo glossario di combinatoria raccoglie termini e concetti relativi a questa importante branca della matematica. Per ogni voce viene fornita una brevissima definizione o spiegazione e viene citato l'articolo di Wikipedia a cui si rimanda per il trattamento completo dell'argomento.

## A

### Algoritmo greedy
Algoritmo che cerca la soluzione migliore, dal punto di vista globale, di un problema attraverso la scelta, passo dopo passo, delle soluzioni più promettenti da un punto di vista locale

#### Approssimazione di Stirling
Sinonimo di formula di Stirling

## C

### Calcolo combinatorio
Chiamato anche  Matematica combinatoria o semplicemente Combinatoria.
Branca della matematica che studia i metodi e gli algoritmi per raggruppare e/o ordinare, secondo particolari regole e procedure, insiemi finiti di oggetti, e di contare le configurazioni risultanti

### Calcolo umbrale
Notazione che permette di trattare identità su successioni numeriche considerando gli indici dei componenti come se fossero esponenti. Questo metodo, anche se privo di completi e rigorosi fondamenti, si rivela spesso efficace.
Legato al coefficiente binomiale, attualmente il calcolo umbrale viene principalmente utilizzato per lo studio delle sequenze di Sheffer

### Ciclo
Particolare permutazione che, presi alcuni oggetti da un insieme ordinato più ampio, sposta ognuno di essi nel posto del successivo (l'ultimo viene spostato al posto del primo), mentre lascia inalterata la posizione di tutti gli altri

### Coefficiente binomiale
Funzione a due variabili intere  n > 0 e 0 ≤ k ≤ n , definita come
{\displaystyle C(n;k)={\frac {n!}{k!\cdot \left(n-k\right)!}}={n \choose k}}
(dove n! è il fattoriale di n). Il coefficiente binomiale può essere calcolato anche col triangolo di Tartaglia.
Oltre ad avere importanza nello sviluppo delle potenze dei binomi, per quanto riguarda la combinatoria il coefficiente binomiale è strettamente legato al numero delle combinazioni semplici

### Coefficiente binomiale simmetrico
Variante del coefficiente binomiale a due variabili (intere e positive) simmetriche nei loro argomenti. Può essere espressa come
{\displaystyle {\mbox{cbins}}(h,k)={h+k \choose h}\qquad \qquad {n \choose h}={\mbox{cbins}}(h,n-h)}
È una funzione capace di enumerare configurazioni discrete equivalenti di un sistema

### Coefficiente multinomiale
Generalizzazione del coefficiente binomiale ad un numero qualunque di variabili intere positive.Se n è un intero positivo e {\displaystyle k_{1},...,k_{m}} con {\displaystyle k_{1}+...+k_{m}=n} sono interi non negativi, il coefficiente multinomiale è definito come
{\displaystyle {n \choose k_{1},\dots ,k_{m}}:={\frac {n!}{k_{1}!\cdot \dots \cdot k_{m}!}}}
Il coefficiente multinomiale è legato allo sviluppo delle potenze dei polinomi, e, per quanto riguarda la combinatoria, è strettamente legato al numero delle permutazioni di n oggetti di cui {\displaystyle k_{1}} uguali fra loro, {\displaystyle k_{2}} uguali fra loro, ecc

### Combinatoria enumerativa
Sinonimo di Enumerazione

### Combinatoria
Sinonimo di Geometria combinatoria

### Combinazione
Le combinazioni di n oggetti a k a k sono i modi con cui si possono raggruppare (o scegliere, o estrarre) k oggetti (con k minore di n) alla volta dagli n iniziali. In altre parole rappresentano i sottoinsiemi di cardinalità k di un insieme di cardinalità n > k. Le combinazioni si considerano diverse solo se hanno diversa composizione (cioè non conta l'ordine in cui gli oggetti sono scelti).
Le combinazioni di n oggetti presi k alla volta, possono essere:
- - combinazioni semplici se ogni elemento non può essere ripetuto; in pratica ogni oggetto che viene scelto non viene più considerato per le scelte successive. Il numero delle combinazioni semplici di n oggetti presi k a k è pari al coefficiente binomiale di n e k:

{\displaystyle C_{n,k}={\frac {n!}{(n-k)!k!}}={n \choose k}}
- - combinazioni con ripetizione se ogni elemento può essere scelto anche più volte. Il loro numero è pari al coefficiente binomiale di (n + k – 1) e k:

{\displaystyle C'_{n,k}=C_{n+k-1,k}={n+k-1 \choose k}={\frac {(n+k-1)!}{(n-1)!k!}}}

### Costante di Gauss-Kuzmin-Wirsing
Costante matematica utilizzata nello studio dell'efficienza dell'algoritmo di Euclide per il calcolo del massimo comun divisore. Non è noto se sia un numero razionale oppure no; vale all'incirca 0,3036630029...

## D

### Delta di Kronecker
Funzione in due variabili intere che vale 1 se i valori delle variabili coincidono, e  0 in caso contrario. Solitamente si rappresenta con δi,j; è quindi definita come:
{\displaystyle \delta _{i,j}:=\left\{{\begin{matrix}1&{\mbox{se }}i=j\\0&{\mbox{se }}i\neq j\end{matrix}}\right.}
Utilizzata per rappresentare formule che riguardano matrici o comunque insiemi di numeri espressi tramite due indici: per esempio la matrice identità si può definire come: {\displaystyle \delta _{i,j}} con {\displaystyle i,j=1,2,...,n\,}

### Dismutazione
Una dismutazione è una permutazione in cui non resta fisso nessun elemento. Si può dimostrare che il numero di dismutazioni di n elementi è {\displaystyle \sum _{k=0}^{n}\left(-1\right)^{k}{\frac {n!}{k!}}}

### Disposizione
Le disposizioni di n oggetti a k a k sono i modi ordinati con cui si possono disporre k oggetti alla volta, scelti fra gli n iniziali; due disposizioni sono considerate differenti se hanno almeno un oggetto differente o gli stessi oggetti differiscono per l'ordine in cui sono disposti.
Le disposizioni di n oggetti presi k alla volta, possono essere:
- - disposizioni semplici se ogni elemento non può essere ripetuto; in pratica ogni oggetto che viene scelto non viene più considerato per le scelte successive: in questo caso quindi k deve essere minore di n. In altre parole le disposizioni semplici rappresentano i sottoinsiemi ordinati di cardinalità k di un insieme di cardinalità n > k.

Il numero delle disposizioni semplici di n oggetti presi k a k è pari a  {\displaystyle {\frac {n!}{(n-k)!}}}
- - disposizioni con ripetizione se ogni elemento può essere ripetuto più volte: in questo caso k può essere maggiore di n.

Il numero delle disposizioni con ripetizione di n oggetti presi k a k è pari a nk

## E

### Enumerazione
Branca della matematica che si occupa di metodologie e tecniche per contare, in senso astratto, gli oggetti

## F

### Fattoriale
Funzione discreta definita per i numeri interi non negativi.
Se n è un intero positivo, si definisce fattoriale di n (o n fattoriale) il prodotto dei primi n numeri interi positivi. Il fattoriale di n si indica con n!. È definibile in modo ricorsivo in quanto {\displaystyle n!=(n-1)!n}
Coerentemente con la funzione gamma di Eulero, che, in un certo senso, estende il concetto di fattoriale ai numeri complessi, si assume 0! = 1

### Fattoriale doppio
Sinonimo di semifattoriale

### Fattoriale quadruplo
Il fattoriale quadruplo di un numero naturale n non è un multifattoriale, ma è dato dall'espressione {\displaystyle {\frac {(2n)!}{n!}}}

### Fattoriale crescente
Se x è un numero reale (o più genericamente un elemento di un anello), il fattoriale crescente di x con n fattori è il prodotto
{\displaystyle x(x+1)(x+2)\cdots (x+n-1)=\prod _{k=1}^{n}(x+k-1)} .
Se x è un intero positivo, vale l'identità:
{\displaystyle x(x+1)(x+2)\cdots (x+n-1)=\,{\frac {(x+n-1)!}{(x-1)!}}}

### Fattoriale crescente di base q
Se q e x sono variabili reali o complesse ed n è un numero naturale, il fattoriale crescente di base q nella x relativo ad n  è il prodotto di n fattori
{\displaystyle (x;q)_{n}=\prod _{k=0}^{n-1}(1-q^{k}x)}
Analogamente si può definire il fattoriale crescente di base q nella x relativo ad infinito con una analoga produttoria infinita di fattori

### Fattoriale decrescente
Se x è un numero reale (o più genericamente un elemento di un anello), il fattoriale decrescente di x con n fattori è il prodotto
{\displaystyle x(x-1)(x-2)\cdots (x-n+1)=\prod _{k=1}^{n}(x-k+1)} .
Se x ed n < x sono interi positivi, vale l'identità:
{\displaystyle x(x-1)(x-2)\cdots (x-n+1)=\,{\frac {x!}{(x-n)!}}} .

### Formula di Faulhaber
Formula generale che esprime la somma delle potenze di interi successivi. Fa uso dei numeri di Bernoulli

### Formula di Stirling
Formula che fornisce un valore approssinato del fattoriale di numeri grandi. In pratica afferma che {\displaystyle n!\sim {\sqrt {2\pi n}}\;\left({\frac {n}{e}}\right)^{n}}

### Funzione E di MacRobert
Generalizzazione della serie ipergeometrica esprimibile in termini della funzione G di Meijer, ma meno generale di quest'ultima

### Funzione Gamma di Eulero
Detta anche semplicemente “funzione Gamma”, è una funzione definita in campo complesso, continua sui numeri reali positivi, che estende il concetto di fattoriale ai numeri complessi. Infatti nella funzione Gamma vale, per qualunque valore z complesso, esclusi gli interi negativi, la relazione di ricorsività {\displaystyle \Gamma (z+1)=z\Gamma (z)}, tipica del fattoriale. Per ogni numero intero non negativo n si ha {\displaystyle (n+1)!=(n+1)n!}  per cui, per gli interi positivi, si ha  {\displaystyle \Gamma (n)=(n-1)!}

### Funzione G di Meijer
Funzione definita in campo complesso. Il suo scopo è la definizione di una funzione generale che contenga come casi particolari la maggior parte delle funzioni speciali, analogamente a quanto fanno la funzione ipergeometrica e la funzione E di MacRobert. La definizione della funzione G di Meijer comporta un integrale in campo complesso

### Funzione di Mertens
Funzione che associa ad ogni numero intero positivo n la somma dei valori della funzione di Möbius da 1 ad n:
{\displaystyle M(n)=\sum _{k=1}^{n}\mu (k)} dove μ(k) denota la funzione di Möbius

### Funzione di Möbius
Funzione definita sui numeri naturali che classifica questi ultimi in base al modo in cui possono essere scomposti in fattori primi, Indicata con μ(n), è una funzione a tre valori:
- - -1 se  n  è scomponibile in un numero dispari di fattori primi distinti;
  - 0 se ha uno o più fattori primi ripetuti;
  - +1 se  n  è scomponibile in un numero pari di fattori primi distinti

### Funzione di partizione
Funzione che associa ad ogni numero naturale n il numero dei modi in cui n può essere scritto come somma di numeri naturali, senza tener conto dell'ordine degli addendi.
Ogni sequenza di addendi che formi il numero n, ordinata in modo crescente, prende il nome di “partizione di n”

### Funzione simmetrica
Una funzione a più variabili è simmetrica se è invariante rispetto a qualunque permutazione dei suoi argomenti. Manca una teoria completa sulle funzioni simmetriche non polinomiali.
Un'altra definizione, non identica alla precedente, identifica una funzione simmetrica come il limite degli anelli dei polinomi simmetrici in n variabili al tendere di n all'infinito. Utile in combinatoria per studiare i rapporti tra polinomi simmetrici

## G

### Geometria combinatoria
Sinonimo di Geometria discreta

### Geometria discreta
Branca della matematica che studia gli insiemi finiti o numerabili e le loro relazioni di ordine e di appartenenza

### Gruppo simmetrico
Il gruppo simmetrico di un insieme è il gruppo di tutte le permutazioni dei suoi elementi

## I

### Identità combinatoria
Applicazione alla combinatoria del concetto generale di identità matematica (uguaglianza tra due espressioni valida per tutti i valori delle variabili).
In particolare le identità combinatorie riguardano l'uguaglianza della cardinalità di due insiemi

### Iperfattoriale
L'iperfattoriale di un numero naturale n è il prodotto di tutti i numeri naturali inferiori o uguali ad n, ognuno elevato alla potenza pari al numero stesso:
{\displaystyle H(n)=\prod _{k=1}^{n}k^{k}=1^{1}\cdot 2^{2}\cdot 3^{3}\cdots (n-1)^{n-1}\cdot n^{n}=H(n-1)\cdot n^{n}}
L'iperfattoriale produce numeri molto più grandi del fattoriale (i primi valgono: 1, 4, 108, 27648)

## M

### Matrice di Hadamard
Matrice quadrata di ordine n con tutti gli elementi uguali a +1 o -1, la cui inversa è uguale alla trasposta divisa per n. In modo equivalente si può dire, al posto dell'ultima affermazione, che le righe della matrice formano un insieme di vettori mutuamente ortogonali.
Utilizzate per la realizzazione di codici per la correzione di errori e in calcoli statistici.

### Matrice sparsa
Matrice in cui "quasi tutti" gli elementi sono nulli (dove "quasi tutti" dipende dal contesto)

### Matroide
Struttura matematica (generalmente di cardinalità finita) a cui si possa applicare un concetto di indipendenza che sia una generalizzazione della indipendenza lineare definita per gli spazi vettoriali

### Multifattoriale
Funzione, derivata dal fattoriale. Il multifattoriale di un numero naturale n  con passo k (fattoriale k-esimo) è il prodotto di n  e dei numeri che lo precedono con passo k (vale a dire: n – k, n – 2k, ecc.). In genere si indica con {\displaystyle n!^{(k)}}; il fattoriale doppio (k = 2)  in genere si indica con {\displaystyle n!!}, e quello triplo (k = 3)  con {\displaystyle n!!!}
Formalmente è definito tramite la formula ricorsiva
{\displaystyle n!^{(k)}=\left\{{\begin{matrix}1,\qquad \qquad \ &&{\mbox{se }}n=0;\\n,\qquad \qquad \ &&{\mbox{se }}0<n<k;\\n(n-k)!^{(k)},&&{\mbox{se }}n\geq k.\quad \ \ \,\end{matrix}}\right.}

## N

### Notazione multi-indice
Notazione matematica che permette di estendere, semplificandole, molte formule del calcolo combinatorio (ma non solo) al caso multidimemsionale. Per esempio dato due vettori n-dimensionali di numeri naturali {\displaystyle M=(m_{1},m_{2},\ldots ,m_{n})} e {\displaystyle K=(k_{1},k_{2},\ldots ,k_{n})}, la notazione
{\displaystyle M\,!} è da intendersi equivalente a {\displaystyle m_{1}!m_{2}!\ldots m_{n}!}, e
{\displaystyle {M \choose K}={\frac {M!}{(M-K)!\,K!}}={m_{1} \choose k_{1}}{m_{2} \choose k_{2}}\ldots {m_{n} \choose k_{n}}}
La notazione multi-indice, per la quale sono definite alcune regole di composizione, risulta utile in vari campi della matematica, come nel calcolo infinitesimale in più variabili, nelle equazione differenziale alle derivate parziali e nella teoria delle distribuzioni

### Numeri di Bernoulli
Successione di numeri razionali definiti in modo ricorsivo: l’m-esimo numero di Bernoulli {\displaystyle B_{m}} è la radice dell'equazione lineare
{\displaystyle \sum _{i=0}^{m}{m+1 \choose {i}}B_{i}=0\quad }  avendo posto{\displaystyle B_{0}=1~.}
Ai numeri di Bernoulli vengono associati i polinomi di Bernoulli che possono essere considerati come una loro generalizzazione

### Numeri di Catalan
Successione di interi che rappresentano il numero di modi in cui un poligono convesso può essere diviso in triangoli (con i lati coincidenti con quelli del poligono stesso) Più precisamente l’n-esimo numero di Catalan {\displaystyle C_{n}} rappresenta il numero di triangoli in cui può essere suddiviso un poligono di n+2  lati.
La successione di numeri di Catalan è definita dall'espressione
{\displaystyle C_{n}={\frac {1}{n+1}}{2n \choose n}\qquad {\mbox{ per }}n=0,1,2,...}

### Numeri di Fibonacci
Successione di numeri interi ottenuta in modo ricorsivo, ogni elemento essendo ottenuto sommando i due elementi precedenti, e assumendo che i primi due numeri di Fibonacci siano entrambi uguali ad 1. Più precisamente:
F1=1
F2=1
Fn = Fn-1 + Fn-2 per n > 2

### Numeri di Stirling di prima e seconda specie
Numeri interi associati ad una coppia di numeri naturali. I numeri di Stirling sono di due specie differenti, definiti nel modo seguente:
- - numeri di Stirling di prima specie {\displaystyle s(n,k)} sono i coefficienti dell'espansione polinomiale del fattoriale decrescente di x con n fattori:

{\displaystyle (x)_{n}=x(x-1)(x-2)\cdots (x-n+1)=\sum _{k=1}^{n}s(n,k)x^{k}}
- - numeri di Stirling di seconda specie {\displaystyle S(n,k)} rappresentano il numero di partizioni costituite da k sottoinsiemi di un insieme con n elementi. Valgono le due seguenti relazioni:

{\displaystyle \sum _{k=0}^{n}S(n,k)(x)_{k}=x^{n}};     {\displaystyle B_{n}=\sum _{k=1}^{n}S(n,k)}  dove Bn è l'n-esimo numero di Bell

### Numero armonico
I numeri armonici sono i numeri razionali ottenuti sommando gli inversi di tutti i numeri naturali inferiori ad un numero dato. Più precisamente l’n-esimo numero armonico {\displaystyle H_{n}} è la somma {\displaystyle 1+{\frac {1}{2}}+{\frac {1}{3}}\ldots +{\frac {1}{n}}}

### Numero di Gödel
Numero naturale, utilizzato nella logica matematica, che viene associato a ciascuna stringa di un linguaggio formale. Si basa sulla fattorizzazione in numeri primi

## P

### Partizione di un intero
Vedere Funzione di partizione

### Permutazione
Una permutazione di n oggetti è un modo di ordinare gli stessi oggetti. Si genera una permutazione, per esempio, quando si mescola un mazzo di carte da gioco, oppure quando si esegue un anagramma di una parola (permutazione delle lettere che la compongono).
Se un insieme è composto da n oggetti distinti, allora il numero di permutazioni possibili è {\displaystyle n!}.
Viceversa se ci sono elementi uguali fra loro ({\displaystyle n_{1}} di un tipo, {\displaystyle n_{2}} di un altro tipo, ….  {\displaystyle n_{k}} di un altro tipo ancora) il numero di permutazioni è pari al coefficiente multinomiale {\displaystyle {n \choose n_{1},\dots ,n_{k}}={\frac {n!}{n_{1}!\cdots n_{k}!}}}

### Permutazione completa
Sinonimo di dismutazione

### Permutazione alternata
Chiamata anche permutazione alternante è una permutazione di n numeri in cui il primo elemento sia minore del secondo e tutti gli elementi abbiano un valore non compreso fra il precedente e il successivo. Per esempio le cinque permutazioni alternate di {1, 2, 3, 4} sono:
- -     - 1, 3, 2, 4
    - 1, 4, 2, 3
    - 2, 3, 1, 4
    - 2, 4, 1, 3
    - 3, 4, 1, 2

### Permutazione a zig-zag
Sinonimo di permutazione alternata

### Primoriale
Funzione discreta definita per i numeri interi non negativi.
Il primoriale di un numero n (generalmente indicato con la notazione n#) è il prodotto di tutti i numeri primi minori o uguali ad n

### Principio dei cassetti
Il principio dei cassetti afferma che se ho n oggetti da inserire in k contenitori, dove k < n, allora necessariamente ci sarà almeno un contenitore con un numero di oggetti pari all'intero immediatamente superiore al rapporto n/k. In particolare se k = n+1, allora un contenitore conterrà almeno due oggetti. Il principio è banale, ma le sue applicazioni e le sue conseguenze possono essere inaspettate

### Principio di inclusione-esclusione
Formula matematica che permette di calcolare la cardinalità  di un insieme considerato come l'unione di altri insiemi, conoscendo le cardinalità delle intersezioni di questi ultimi

### Problema di Giuseppe
Chiamato anche permutazione di Giuseppe, è un antico problema legato ad uno storico di epoca romana.
Dati n oggetti ordinati in modo circolare (il successivo all'ultimo è il primo), se ne sceglie uno e lo si elimina; quindi si saltano k - 1 oggetti e si elimina il k-esimo. Si continua così finché non resta un solo oggetto. Il problema consiste nel determinare, dati n e k, quale oggetto rimane

### Problema di Langford
Il problema di Langford consiste nell'individuare una sequenza di 2n numeri composta da coppie di interi da 1 a n, ordinati in modo che ciascun numero k sia a distanza k+1 dal suo omologo.

## Q

### Quadrato magico
Un quadrato magico è una matrice quadrata di numeri interi tutti diversi fra loro tale che la somma dei numeri presenti in ogni riga, in ogni colonna e in entrambe le diagonali dia sempre lo stesso numero.

### Quadrato latino
Un quadrato latino è una matrice quadrata di lato n che in ogni casella contiene un simbolo, scelto fra n simboli dati, in modo che ognuno di essi compaia una e una sola volta in ogni riga e in ogni colonna.

### Quadrato greco latino
Variante del quadrato latino in cui ogni casella di una matrice quadrata di lato n contiene una coppia di simboli, scelti da due insiemi di n elementi, in modo che ogni simbolo compaia una e una sola volta in ogni riga e in ogni colonna, e che ogni coppia compaia una e una sola volta.

## R

### Regolo di Golomb
Un regolo di Golomb può essere immaginato come una serie di tacche su un regolo, poste a distanze intere (in una unità di misura a piacere) l'una dall'altra in modo tale che ogni coppia di tacche sia a distanza diversa da tutte le altre. Se un regolo di Golomb ha le tacche poste in modo tale che si riescono a “misurare” tutte le distanze intere da uno alla sua lunghezza, si dice che è perfetto

## S

### Sconvolgimento
Sinonimo di dismutazione

### Semifattoriale
Funzione discreta definita sui numeri interi non negativi. Il semifattoriale di un numero pari è il prodotto di tutti i numeri pari minori o uguali a quello dato; analogamente il semifattoriale di un numero dispari è il prodotto di tutti i numeri dispari minori o uguali a quello dato.
Il semifattoriale si indica con n!!
La relazione fra fattoriale e semifattoriale si può esprimere tramite l'identità: {\displaystyle n!=n!!(n-1)!!}

### Sequenza di Sheffer
Sequenza polinomiale per i cui componenti pn(x) vale una uguaglianza del tipo Q pn(x) = n pn-1(x)p per qualche operatore shift-covariante Q

### Sequenza di tipo binomiale
Sequenza polinomiale per i cui componenti valgono le uguaglianze {\displaystyle p_{n}(x,y)=\sum _{k=0}^{n}{n \choose k}\,p_{k}(x)\,p_{n-k}(y).}
Il loro insieme è contenuto propriamente nell'insieme delle sequenze di Sheffer

### Serie formale di potenze
Una serie formale di potenze è un polinomio in una variabile con un numero infinito di termini. Differisce dalla serie di potenze perché non ci si preoccupa della sua convergenza, ma solo della successione dei suoi coefficienti.
Il concetto è estendibile a polinomi in più variabili

### Serie ipergeometrica
Una serie ipergeometrica è una serie di potenze in una variabile x in cui il rapporto fra i coefficienti di due qualunque potenze adiacenti è una funzione razionale dell'esponente della potenza stessa

### Simbolo di Levi Civita
Simbolo che si usa soprattutto nel calcolo tensoriale per rappresentare le permutazioni di un insieme di tre elementi

### Sistema di indipendenza
Famiglia (non vuota) di insiemi in cui, se l'insieme A appartiene alla famiglia e B è sottoinsieme di A, allora anche l'insieme B appartiene alla famiglia. Gli insiemi della famiglia si chiamano indipendenti, gli altri si chiamano dipendenti

### Struttura di indipendenza
Sinonimo di matroide

### Successione di Fibonacci
Vedere Numeri di Fibonacci

### Successione di interi
Funzione che ad ogni numero naturale  associa un numero intero.  Esempi di successioni di interi sono i numeri di Fibonacci, i numeri di Catalan, i numeri figurati, ecc.

### Superfattoriale
Definizione di N. Sloane  e S. Plouffe: il superfattoriale di un numero naturale n è il prodotto dei primi n fattoriali. Per esempio il superfattoriale di 4 è
{\displaystyle \mathrm {sf} (4)=1!\times 2!\times 3!\times 4!=288}.
Secondo questa definizione la sequenza dei superfattoriali inizia con:  1, 1, 2, 12, 288, 34560, 24883200, ...
Definizione di C. Pickover: il superfattoriale di un numero naturale n è dato dall'espressione:
{\displaystyle n\mathrm {S} \!\!\!\!\!\;\,{!}\equiv {\begin{matrix}\underbrace {n!^{{n!}^{{\cdot }^{{\cdot }^{{\cdot }^{n!}}}}}} \\n!\end{matrix}},}
Pertanto secondo questa definizione la sequenza dei superfattoriali inizia con
{\displaystyle 1\mathrm {S} \!\!\!\!\!\;\,{!}=1}
{\displaystyle 2\mathrm {S} \!\!\!\!\!\;\,{!}=2^{2}=4}
{\displaystyle 3\mathrm {S} \!\!\!\!\!\;\,{!}=6^{6^{6^{6^{6^{6}}}}}}

## T

### Teorema binomiale
Il teorema binomiale (chiamato anche formula o binomio di Newton ) esprime lo sviluppo della potenza n-ma di un binomio. Considerato il binomio {\displaystyle (a+b)}, allora il teorema binomiale afferma che {\displaystyle (a+b)^{n}=\sum _{k=0}^{n}{n \choose k}a^{n-k}b^{k}} dove {\displaystyle {a \choose b}} rappresenta il coefficiente binomiale, che vale {\displaystyle {\frac {a!}{b!\cdot \left(a-b\right)!}}}       ({\displaystyle n!}   è il fattoriale di n):
Il teorema vale per i numeri reali, i complessi, e in generale vale in ogni anello commutativo.

### Teorema del ballottaggio
Soluzione dell'omonimo problema che calcola la probabilità che durante una elezione fra due soli candidati, quello che alla fine risulta vincitore sia in ogni momento in vantaggio sull'altro

### Teorema di Wick
Metodo per ridurre uno sviluppo in derivate  di ordine superiore a un problema di calcolo combinatorio

### Teoria dei crivelli
Insieme di tecniche aritmetiche per valutare la cardinalità di insiemi di interi con particolari caratteristiche

### Teoria dei disegni
Teoria che permette di descrivere in modo matematico formale le proprietà dei disegni a blocchi. Un disegno viene considerato come una coppia di insiemi, quello dei vertici e quello dei blocchi. Si basa sulla teoria dei gruppi finiti.
La teoria ha applicazioni in problemi vari come la tassellatura di una superficie

### Triangolo di Pascal
Sinonimo di Triangolo di Tartaglia

### Triangolo di Tartaglia
Algoritmo per calcolare i coefficienti binomiali di un binomio di qualunque grado

### Trinomio di Newton
Estensione del teorema binomiale a trinomi  del tipo  {\displaystyle (a+b+c)^{n}}